# Leptoconops mackerrasae
Leptoconops mackerrasae är en tvåvingeart som beskrevs av Smee 1966. Leptoconops mackerrasae ingår i släktet Leptoconops och familjen svidknott. Inga underarter finns listade i Catalogue of Life.